# شوهي تاكيزاوا
شوهي تاكيزاوا (باليابانية: 瀧澤 修平) (19 يوليو 1993 في إيباراكي في اليابان – )؛ هو لاعب كرة قدم ياباني سابق كان يلعب كمدافع.

## وصلات خارجية
- شوهي تاكيزاوا على موقع رابطة كرة القدم اليابانية للمحترفين (اليابانية)
- شوهي تاكيزاوا على موقع قاعدة بيانات كرة القدم.إي يو (الإنجليزية)
- شوهي تاكيزاوا على موقع Soccerway.com (الإنجليزية)
- شوهي تاكيزاوا على موقع عالم كرة القدم.نت (الإنجليزية)